# Heimskringla

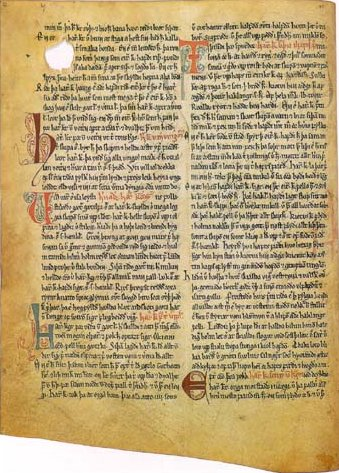
Een pagina uit de Heimskringla, van het Eggertson-handschrift

De Heimskringla is de Oudnoordse naam voor een verzameling van Noorse koningssaga's die rond 1225 door de IJslandse skald (dichter en geschiedschrijver) Snorri Sturluson zijn opgeschreven.

## Beschrijving
De Heimskringla ("wereldring") is een mengeling van Noorse mythologie en geschiedschrijving. De naam werd voor het eerst gebruikt in de 17e eeuw en is afgeleid van de eerste woorden van het manuscript, kringla heimsins ("cirkel van de wereld"). Het werk omvat de geschiedenis van de koningen van Noorwegen en Zweden vanaf het mythische begin van de eerste koningsdynastie (het geslacht Ynglinge) tot de koningsperiode van de Noorse koning Magnus V (Erlingsson) tot 1184.
De eerste van de 16 saga's, gebaseerd op de 9e-eeuwse Ynglingatal, verhaalt hoe de Noorse goden Odin en Freya (in de Heimskringla als gewone mensen beschreven) de dynastie van de Ynglinge ('zonen van Frey/Yngui-Frey') stichtten in Uppsala in Zweden.
De resterende saga's volgen de levensloop van de Ynglinge-koningen van Noorwegen vanaf de 9e eeuw, beginnend met Halfdan Svarte, een lokale koning die heerste over een gebied in het zuidoosten van Noorwegen en de vader was van Harald Hårfagre (Harald Mooihaar), de eerste koning die heel Noorwegen onder zijn heerschappij verzamelde.
De saga van Olaf II (St. Olaf) is de langste van de saga's, hoewel hij maar zo'n 15 jaar op de troon zat. Zijn saga beslaat een derde van de gehele Heimskringla.

## Manuscripten
Het eerste handschrift van Snorri Sturluson is verloren gegaan, maar een iets later 13e-eeuws manuscript bleef eeuwenlang bewaard. Het is geschreven op perkament en dateert uit ca. 1260. Dit werd al vroeg overgebracht van IJsland naar Bergen en vandaar eind 16e eeuw naar de Koninklijke Bibliotheek van Kopenhagen. In de zeventiende eeuw werden er door de IJslanders Jon Eggertson (1682) en Asgeir Jonsson handgeschreven kopieën van gemaakt, terwijl er in 1633 voor het eerst een complete vertaling in het Noors en Deens was uitgegeven, die enkele decennia eerder was vervaardigd door de predikant Peder Claussøn Friis op last van de gouverneur-generaal van Noorwegen.
De historicus Johan Peringskiold vertaalde het boek voor het eerst in het Zweeds en het Latijn, op verzoek van koning Karel XI van Zweden. Deze vertaling, met de Oudnoorse grondtekst, verscheen in druk in 1697. Peringskiold was waarschijnlijk de eerste die het epos 'Heimskringla' noemde.
In 1728 ging het manuscript uit 1260 verloren bij een brand die een groot deel van Kopenhagen in de as legde. Er is slechts één blad van bewaard gebleven, dat Jon Eggertson, die in Zweedse dienst was, had meegenomen naar Stockholm. Dit blad werd door koning Karel XVI Gustaaf tijdens een staatsbezoek in 1975 weer aan IJsland geschonken en is nu in de Nationale Bibliotheek te Reykjavik.

## Inhoud

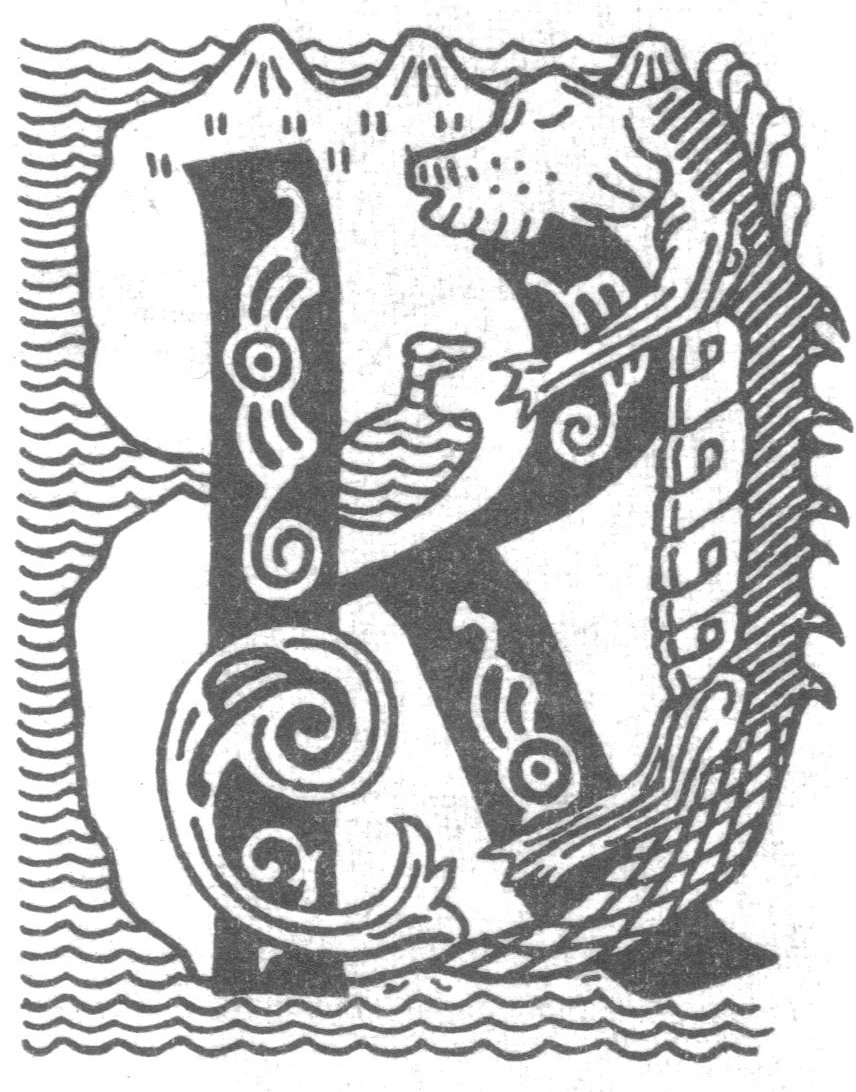
Initiaal K van de Heimskringla uit de uitgave van 1899, een verbeelding van het land Noorwegen door Gerhard Munthe (1849-1929)

De Heimskringla bevat de volgende saga's:
1. De saga van de Ynglingen
2. De saga van Halfdan Svarte (Halfdan de Zwarte)
3. De saga van Harald Hårfagre (Harald Mooihaar), gestorven 933
4. De saga van Håkon den Gode (Håkon de Goede), gestorven in 961
5. De saga van Harald Gråfell (Harald Grijsmantel), gestorven in 969
6. De saga van Olaf Tryggvason, gestorven in 1000
7. De saga van Olaf II (St. Olaf), gestorven in 1030
8. De saga van Magnus den Gode (Magnus de Goede), gestorven in 1047
9. De saga van Harald Hardråde (Harald de Harde Regent), gestorven in 1066
10. De saga van Olaf Kyrre (Olaf de Vreedzame), gestorven in 1093
11. De saga van Magnus Barfot (Magnus Barrevoets), gestorven in 1103
12. De saga van Sigurd Jorsalfar (Sigurd de Jerusalemvaarder), gestorven in 1130, en zijn broers
13. De saga van Magnus Blindi (Magnus de Blinde), van de troon gestoten in 1135, en Harald Gille, gestorven in 1136
14. De saga van de zonen van Harald: Sigurd, gestorven in 1155,  Øystein, gestorven in 1157 en Inge, gestorven in 1161
15. De saga van Håkon Herdibreid (Håkon de Breedgeschouderde), gestorven in 1162
16. De saga van Magnus Erlingson, gestorven in 1184